# Лепон, Майкл
Майкл Лепон (англ. Michael Lepond; родился 17 февраля 1966 года в Ньюарке) — американский музыкант, участник прогрессив-метал группы Symphony X.

## Биография
Майкл Лепон родился в Ньюарке, Нью-Джерси. Когда ему было 13 лет, он пошёл посмотреть на концерт Kiss, и был под сильным впечатлением от группы и конкретно - басиста Джина Симмонса. Он купил оборудование (бас-гитару Univox и усилитель мощностью 150 Вт) и брал уроки в течение года. Он начал слушать других басистов, как Гедди Ли (Rush), что повлияло на его стиль.
В 1998 году он познакомился с гитаристом Майклом Ромео через их общего знакомого, и был приглашён на прослушивание, поскольку басист Томас Миллер покинул группу. Он получил место и остаётся с группой до сих пор.
21 августа 2014 года было объявлено, что Лепон выпустит свой первый сольный альбом, Mike LePond's Silent Assassins. Альбом вышел 26 сентября 2014 года, и включает в себя девять треков, и записан при участии гитариста Майка Клащяка (Halford, Testament), лид-гитариста, драм-продюсера и одногруппника Майкла Ромео, а также вокалиста Алан Теккио (Hades, Watchtower). Сам Лепон записал партии баса и ритм-гитары.

## Дискография

### Соло
- Mike LePond's Silent Assassins (2014)

### Symphony X
- V: The New Mythology Suite (2000)
- Live on the Edge of Forever (2001, концертный альбом)
- The Odyssey (2002)
- Paradise Lost (2007)
- Iconoclast (2011)
- Underworld (2015)